# 겨울꽃 (1986년 드라마)
《겨울꽃》은 1986년 8월 20일부터 이듬해 2월 19일까지 방영된 문화방송 수목드라마이다.

## 기획 의도
남성상위의 부부와 여성상위의 부부를 묘사하면서 바람직한 부부상을 정립하는 드라마.

## 등장 인물
- 임채무(김준수)
- 이혜숙(한미경)
- 김동현(이충혁)
- 김영란(한미혜)
- 송기윤(장성민)
- 김청(한미숙)
- 이영후(한 사장)
- 김민정(송 여사)
- 박광남(김준일)
- 김용선(순애)
- 정진(김 노인)
- 신신애(천 여사)
- 박은수(차 교수)
- 정승현, 남영진, 박병훈, 김화란, 김용승, 이승우, 노정아, 정영란, 장선숙

## 참고 사항
- 인기리에 종영된 <남자의 계절>의 이희우 작가하고 박철 감독이 3개월 만에 내놓은 작품으로, 전작하고 주제하고 구성이 비슷하다는 지적을 샀다.

또한, 야망이라는 명분아래 준수의 출세지향적 권모술수를 정당화하고 있다는 점에서 시청자들에게 그릇된 사회윤리를 조장할 우려가 있다는 비판을 받았다.